# Lascuta
Lascuta fue una ciudad estipendiaria del Imperio romano, de la provincia de la Bética, que acuñó monedas de tipo libio-fenicio. Se localiza en las cercanías de Alcalá de los Gazules, en una meseta elevada entre los arroyos Álamo y Franja denominada Mesa del Esparragal, dominando el paso de la vía romana que iba de Córdoba a Carteia.

## Hallazgos
Allí apareció el conocido Bronce de Lascuta, en el siglo XIX, donde se cita a este asentamiento como la Turris Lascutana.
Igualmente han aparecido enterramientos que no se han estudiado aún.